# Parafia św. Maksymiliana Kolbego w Kępkach
Parafia św. Maksymiliana Kolbego w Kępkach – parafia rzymskokatolicka w diecezji elbląskiej. Erygowana w 1989 roku przez biskupa gdańskiego Tadeusza Gocłowskiego. Parafia została wydzielona z parafii Niepokalanego Poczęcia NMP w Marzęcinie. W 1960 roku wybudowano i poświęcono w Kępkach kaplicę. W 1985 roku wybudowano nowy kościół. Po zmianie przynależności diecezjalnej w 1992 roku biskup elbląski Andrzej Śliwiński potwierdził akt erekcyjny parafii.
Do parafii należą miejscowości: Bielnik Drugi, Janowo, Stobna, Kępki i Kępiny Małe (od 16 stycznia 2003). Tereny parafii znajdują się w gminie Nowy Dwór Gdański, w powiecie nowodworskim.

## Historia parafii (1243–1985)[1]
- Na podstawie dostępnych źródeł historycznych można stwierdzić, że tereny, na których położona jest wieś Kępki, znajdowały się w granicach administracyjnych diecezji pomezańskiej, utworzonej na mocy bulli papieża Innocentego IV „Hiis quae per dilectos” z dnia 29 lipca 1243 i potwierdzonej przez niego 1 października 1243.
- Wspomniana bulla papieska podzieliła terytorium Prusów na cztery diecezje: chełmińską, pomezańską, warmińską i sambijską. Według danych historycznych[jakich?] diecezja pomezańska w latach 1255-1566 należała do metropolii ryskiej. Przynależność ta skończyła się w 1525 roku, kiedy diecezja pomezańska została zsekularyzowana, a biskupstwo pomezańskie zniesione.
- Według prof. Wiesław Długokęckiego – okolice Kępek (Czuere, Sure, Zeyer) – były podmokłe i w XII wieku raczej niezamieszkane. W końcu XIV wieku znajdowała się tu osada na prawie polskim. Osiedleńcy polscy pochodzili z terenów, gdzie istniało zwarte osadnictwo polskie, pozostające do XIII wieku pod panowaniem książąt pomorskich. Teza prof. Długokęckiego o osadzie polskiej w Kępkach znajduje swoje potwierdzenie w wyciągach z ksiąg rachunkowych Starego Miasta Elbląga, które wzmiankują o Polakach zatrudnionych tam przy budowie i konserwacji mostów, pogłębianiu szlaku wodnego i wzmacnianiu wałów. Ślady polskich mieszkańców sięgają nie tylko Kępek, ale również wsi Stobna (Stobe, Stuba) i Białej Łachy (Witte Lake).
- Ks. Jan Wiśniewski podaje, że pierwszy kościół w Kępkach powstał w XIV wieku – nie ujawnia jednak źródeł swojej tezy. Wydaje się, że w takim przypadku pojawiłyby się wzmianki w księgach rachunkowych miasta Elbląga, jako patrona kościoła. Jednakże pierwsze rachunki dotyczące kościoła w Kępkach, zbudowanego przez Radę Miasta Elbląga, pojawiają się dopiero w 1418. Prof. Władysław Długokęcki potwierdza przynależność parafii w Kępkach do diecezji pomezańskiej. Stwierdza też, że parafia ta, obok Kmiecina i Myszewa, znajdowała się pod patronatem Starego Miasta Elbląga.
- W 1525 podczas ingresu księcia Albrechta do Królewca, dwaj biskupi: sambijski – Jerzy von Polentz i pomezański: Erhard von Queiss, poparli księcia skłaniającego się ku nowej religii – „oczyszczonej nauki Ewangelii”. Biskup pomezański Erhard v. Queiss, dnia 28 maja 1525 podpisał dokumenty sekularyzacyjne i zniesienie katolickiego biskupstwa pomezańskiego, a sam przeszedł do stanu świeckiego. W tym samym roku, 10 grudnia, reformacja została urzędowo narzucona w całych Prusach Książęcych przez księcia Albrechta. W ten sposób znaczna część diecezji pomezańskiej uległa wpływom reformacji. Być może wówczas kościół w Kępkach został przejęty przez protestantów. Należy jednak podkreślić, że Kapituła Pomezańska w Kwidzynie sprzeciwiła się sekularyzacji kraju i reformacji Kościoła w diecezji pomezańskiej, gdy tymczasem niższe duchowieństwo bardzo szybko zostało wchłonięte przez reformację.
- Ze źródeł historycznych wynika, że pierwszy ewangelicki kaznodzieja – Dawid Friedrich – pojawił się w Kępkach w 1604 roku. Od tego czasu znane są wszystkie nazwiska jego następców.
- Nieznane są losy pierwotnego kościoła i nie wiadomo, dlaczego następny, zbudowany w 1663 roku, został usytuowany nie w Kępkach, a w Bielniku II (dawny Ellerwald IV). W tym kościele pracował zapewne pastor Herrmann Ferdynand Ludwig Knopf, który w latach 1895-1897 pełnił funkcję kaznodziei pomocniczego w Kępkach.
- Wspomniany już, szachulcowy kościół w Bielniku, po II wojnie światowej, został przez władze komunistyczne rozebrany do fundamentów.
- Większość dokumentów dotyczących Kępek i Żuław nie została jeszcze opracowana. Dokumenty, znajdujące się w Archiwum Gdańskim, są napisane w języku niemieckim, co przysparza trudności w ustaleniu dalszych losów kościoła i parafii w Kępkach. Wydaje się być uzasadniona teza, biorąc pod uwagę naturalną granicę na rzece Nogat, że do 1985 roku mieszkańcy wsi Kępki i Stobna uczęszczali do kościoła parafialnego w Marzęcinie, natomiast mieszkańcy Bielnika II i Janowa do kościoła św. Mikołaja w Elblągu.

## Historia parafii i kościoła (po 1985)[2]
- Obecny kościół w Kępkach został wybudowany w 1985 roku przez ks. Henryka Kilaczyńskiego. Poświęcenia kościoła dokonał biskup gdański Tadeusz Gocłowski dnia 15 czerwca 1985. Parafia została wydzielona z parafii Niepokalanego Poczęcia NMP w Marzęcinie i erygowana w 1989 roku.
- Do 1992 roku parafia Kępki znajdowała się na terytorium diecezji gdańskiej. Po reorganizacji Kościoła w Polsce, na mocy bulli Jana Pawła II „Totus Tuus Poloniae Populus” z dnia 25 marca 1992 roku, parafia Kępki (dekanat Nowy Dwór Gdański) znalazła się w granicach nowej diecezji elbląskiej. W związku z brakiem dokumentów potwierdzających erygowanie parafii, pierwszy biskup elbląski dr Andrzej Śliwiński dekretem z dnia 1 listopada 1992 dokonał ponownego erygowania parafii. Pierwszym jej proboszczem został ks. Jerzy Piątkowski, dotychczasowy wikariusz parafii w Marzęcinie.
- Dnia 4 czerwca 1994 roku biskup pomocniczy diecezji elbląskiej dr Józef Wysocki przeprowadził pierwszą w historii parafii (po 1992 roku) wizytację kanoniczną. Parafia liczyła w tym czasie 843 osoby wyznania rzymskokatolickiego, 3 osoby obrządku wschodniego, 1 wyznania protestanckiego i 7 osób niewierzących. Katechizacja odbywała się w szkole podstawowej w Kępkach (liczącej 10 klas) i obejmowała 148 uczniów. Parafia nie posiada własnego cmentarza, dlatego zmarli grzebani są na cmentarzach w Marzęcinie, Nowym Dworze Gdańskim i Elblągu[3].
- Kolejna wizytacja kanoniczna w parafii została przeprowadzona dnia 1 października 1999 przez biskupa elbląskiego dra Andrzeja Śliwińskiego[4].
- Dekretem z dnia 16 stycznia 2003 biskup elbląski Andrzej Śliwiński włączył do parafii Kępki część miejscowości Kępiny Małe (dotychczas w całości należącej do parafii w Marzęcinie).
- W parafii istniała jedna kaplica filialna w Bielniku II, która mieściła się w świetlicy dawnego PGR. Kaplica została zlikwidowana w 2003 roku, a mieszkańcy Bielnika II i Janowa uczęszczają od tej pory do kościoła parafialnego w Kępkach.
- Jednym z wieloletnich problemów parafii był brak samodzielnej plebanii – co często podkreślali biskupi elbląscy w dokumentach wizytacyjnych. Kolejni proboszczowie, w latach 1992-2002, zamieszkiwali w wynajmowanych domach albo w malutkim pokoiku usytuowanych na piętrze kościoła. Ustanowiony proboszczem w dniu 22 kwietnia 2002 roku ks. Grzegorz Królikowski podjął się intensywnej rozbudowy dotychczasowego kościoła (wyremontowano zakrystię, w której mieści się również kancelaria parafialna). Ponadto w ciągu roku (od września 2002 do sierpnia 2003) do dotychczasowego kościoła dobudowane zostały dwa skrzydła boczne, w których znalazły się pomieszczenia mieszkalne dla proboszcza i część duszpasterska (2 sale na spotkania grup działających przy parafii).
- Nowa część kościoła została uroczyście poświęcona dnia 16 sierpnia 2003 roku przez biskupa pomocniczego diecezji elbląskiej dra Józefa Wysockiego.
- Dnia 30 maja 2005 roku miała miejsce trzecia wizytacja kanoniczna, przeprowadzona przez biskupa pomocniczego dra Józefa Wysockiego. Parafia liczy w tym czasie 822 osoby, brak na jej terenie osób innego wyznania, tylko 2 rodziny deklarują się jako niewierzący. Katechizacja odbywała się w Niepublicznej Szkole Podstawowej w Kępkach (klasy O-VI) i uczestniczyło w niej 53 uczniów. Według protokołu powizytacyjnego w latach 1999-2005 w parafii 69 osób otrzymało sakrament chrztu św., 52 osoby przystąpiły do I Komunii św., 104 osobom udzielono sakramentu bierzmowania, miały miejsce 32 zgony. Nadal parafia korzysta z cmentarzy w Marzęcinie, Nowym Dworze Gdańskim i Elblągu. Według biskupa wizytującego: „od 2002 roku parafia, jedna z najmniejszych... dzisiaj staje się żywą religijnie wspólnotą. Powstało kilka różnych wspólnot i uaktywnili się świeccy katolicy, a także młodzież”[5].
- 1 lipca 2021 około 19:00 wybuchł w kościele pożar, który trwał 6 godzin i spowodował straty szacowane na ok. 1,5 mln zł, głównie w postaci spalonego poszycia dachowego. W akcji uczestniczyło 21 zastępów straży pożarnej, w tym z Gdańska i Elbląga[6].

## Proboszczowie i administratorzy parafii
- ks. Jerzy Piątkowski – proboszcz (1992–1994)
- ks. Ludwik Butkiewicz – administrator (1994–1995)
- ks. Tomasz Browarek – administrator (marzec – czerwiec 1995)
- ks. Krzysztof Bałbaczyński – proboszcz (1995–1999)
- ks. Adam Sokólski – administrator (1999–2001)
- ks. Krzysztof Kamiński – proboszcz (2001)
- ks. Adam Sokólski – administrator (2001–2002)
- ks. dr Ryszard Szczęsny – proboszcz (2002)
- ks. Grzegorz Królikowski – proboszcz (2002–2008)
- ks. dr Mariusz Pietrzykowski – administrator (2008–2009)
- ks. dr Mariusz Pietrzykowski – proboszcz (2009–2013)
- ks. dr Dariusz Kulecki – proboszcz (od 2013)